# La Vicogne
La Vicogne là một xã ở tỉnh Somme, vùng Hauts-de-France, Pháp.

## Địa lý
Thị trấn này có cự ly khoảng 12 dặm Anh về phía bắc của Amiens, trên tuyến đường bộ N25.

## Dân số
| 1962                                                  | 1968 | 1975 | 1982 | 1990 | 1999 |
| ----------------------------------------------------- | ---- | ---- | ---- | ---- | ---- |
| 85                                                    | 86   | 100  | 151  | 168  | 195  |
| Số liệu dân số từ năm 1962, dân số không tính hai lần |      |      |      |      |      |